# Petr Bláha
Petr Bláha (* 18. únor 1942, Praha) je bývalý československý atlet, běžec, který se specializoval na střední tratě. V současnosti je stále spoludržitelem českého rekordu ve štafetě na 4 × 800 metrů (7:19,6 – 22. červen 1966, Londýn).

## Kariéra
Svoji závodnickou kariéru spojil s klubem Bohemians Praha, kde působil v letech 1960–1979. V roce 1966 se zúčastnil evropského šampionátu v Budapešti, kde nastoupil v závodě na 800 metrů. V prvním rozběhu z celkových pěti obsadil šesté místo a do semifinále nepostoupil. V letech 1966–1973 reprezentoval ve dvanácti mezistátních utkáních, z toho jednou v evropském poháru.

### Evropské halové hry
Zúčastnil se druhého a čtvrtého ročníku evropských halových her (předchůdce halového ME v atletice), kde zaznamenal své největší úspěchy. V roce 1967, kdy se evropské halové hry konaly v Praze na Výstavišti, ve sportovní hale (dnes Tesla Arena) získal společně s Pavlem Hruškou a Pavlem Pěnkavou stříbrné medaile ve štafetě na 3×1000 metrů. Na stejné trati vybojoval stříbrnou medaili také na evropských halových hrách v Bělehradě v roce 1969, kde Pavla Hrušku nahradil Ján Šišovský.